# ورزشگاه ملک عبدالله دوم
ورزشگاه ملک عبدالله دوم (عربی: ملعب الملك عبد الله الثاني)، یک ورزشگاه چند منظوره در امان، اردن است و در حال حاضر بیشتر برای رویدادهای فوتبال استفاده می شود. این ورزشگاه، ۱۳۰۰۰ نفر را در خود جای می‌دهد و معمار آن یک مالایی به نام Michael KC Cheah است. 